# يان بروس (منافس ألعاب قوى)
يان بروس (بالإنجليزية: Ian Bruce)‏ هو منافس ألعاب قوى أسترالي، ولد في 25 يناير 1935.

## وصلات خارجية
- يان بروس على موقع النتائج التاريخية لألعاب القوى الأسترالية (الإنجليزية)
- يان بروس على موقع أوليمبيديا (الإنجليزية)
- يان بروس على موقع اللجنة الأولمبية الأسترالية (الإنجليزية)